# Lapin et lièvre dans la culture japonaise
Pour les articles homonymes, voir Usagi (homonymie).

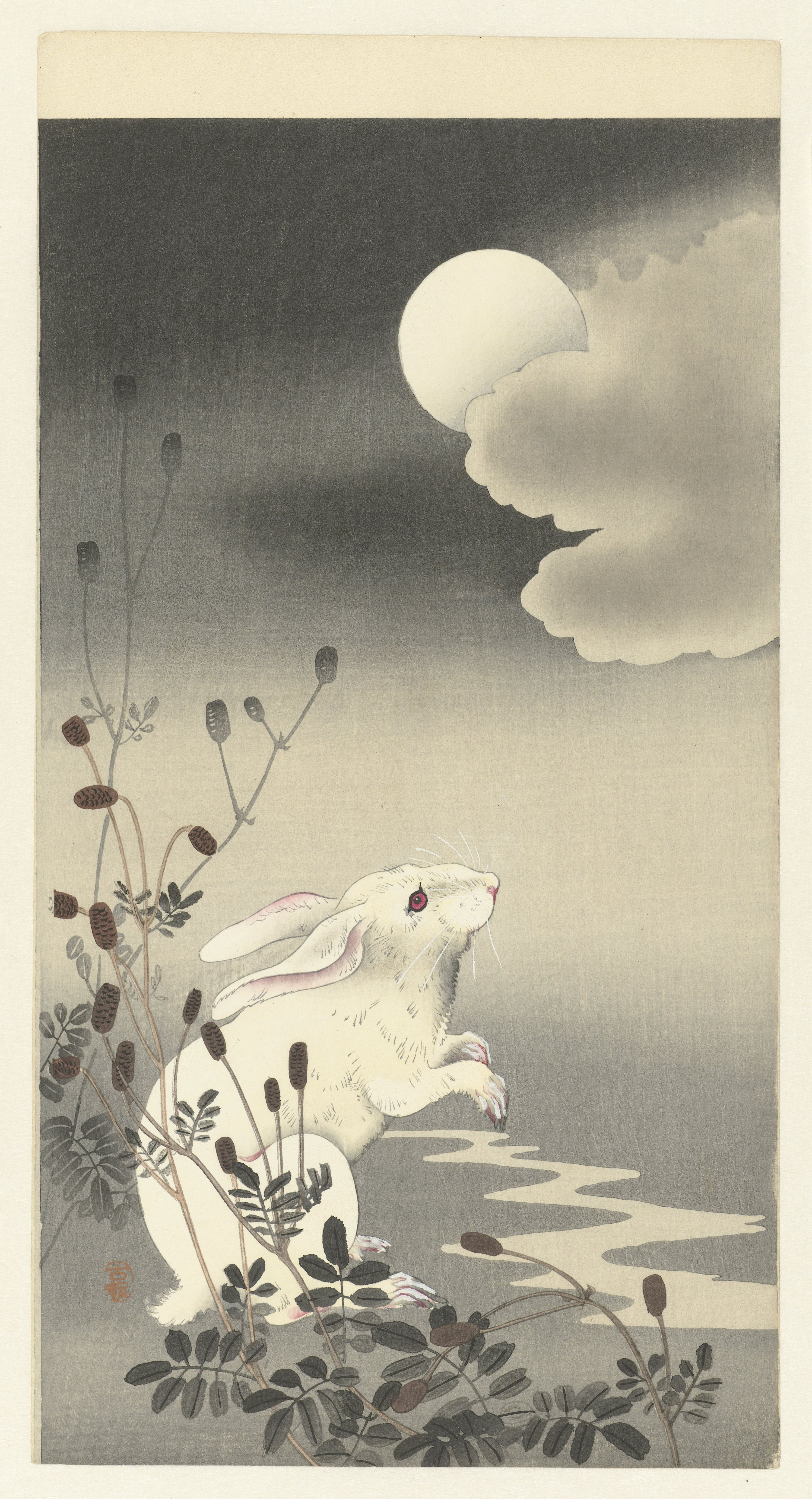
Un lièvre regardant la pleine lune, Ohara, entre 1900 et 1930.

En japonais, le terme usagi (shinjitai : 兎 ; kyūjitai : 兔) désigne un animal de la famille des lagomorphes, caractérisé par ses longues oreilles, terme que l’on traduit en français par « lapin ». Au Japon, ce terme désignait originellement le lièvre, seul genre vivant sur l’archipel avant l’introduction du lapin domestique par les navigateurs néerlandais.  
En zoologie, l’on désigne généralement du lapin de garenne sous le terme de anausagi (アナウサギ ; 穴兎, « Lapin des trous »), comprenant le lapin domestique, sous le nom de kaiusagi (飼兎 ; カイウサギ, « Lapin d’élevage »). Le lièvre, est généralement désigné sous le nom de Nousagi (野兎 ; ノウサギ, « Lapin des plaines »), mais certaines espèces comme le lièvre variable sont désignées sous le nom de yukiusagi (雪兎 ; ユキウサギ, « Lapin des neiges »).
Selon les croyances chinoises, le lièvre a une très longue espérance de vie. Il pourrait atteindre l'âge fabuleux d'une centaine d'années et deviendrait de couleur bleue en atteignant les cinq cents ans. Les Chinois comme les Japonais voient dans les reliefs lunaires l'image d'un lièvre (appelé lapin lunaire ou lapin de jade). Cette idée trouve son origine aux Indes d'où vient la légende suivante.

## Légende associée
Dans le passé, le lièvre s'est lié d'amitié avec le singe et le renard. Tous partagent le même toit.
Un jour, le roi de toutes les divinités descend sur Terre sous les traits d'un honorable vieillard. Ayant faim, il frappe à leur porte et demande qu'on lui serve un repas.
Le singe lui apporte les fruits qu'il a cueillis dans les arbres, le renard lui présente un poisson, mais le lièvre n'a rien à lui offrir. Le dieu le réprimande sévèrement.
Le lièvre demande alors à ses amis de préparer un bon feu. Lorsque les flammes s'élèvent et que les braises sont suffisamment chaudes, le lièvre se jette sur le bûcher en sacrifice et offre son corps comme nourriture au vieillard. Ce dernier, déclinant son titre de roi des dieux, réunit les restes du lièvre et les place sur la Lune afin que le sacrifice de l'animal soit visible de tous.
Depuis cette époque, dit la légende, il y a un lièvre dans la Lune.
Une autre légende japonaise, venant en complément, affirme que la huitième nuit du huitième mois, lors de la pleine lune, une hase descend du ciel en direction de la mer et joue dans les vagues. C'est alors qu'elle se souvient qu'elle doit perpétuer la race et conçoit miraculeusement.
Certains anciens écrits japonais affirment, avec sérieux, que si la lune n'est pas pleine à la date indiquée, la conception échoue et il s'ensuit un manque de levrauts l'année suivante.